# Czarnoziem (województwo lubelskie)
Czarnoziem – wieś w Polsce, położona w województwie lubelskim, w powiecie krasnostawskim, w gminie Krasnystaw.
W latach 1975–1998 wieś administracyjnie należała do województwa chełmskiego.
Wieś stanowi sołectwo gminy Krasnystaw. Według Narodowego Spisu Powszechnego (III 2011 r.) wieś liczyła 182 mieszkańców.
Wierni Kościoła rzymskokatolickiego należą do parafii św. Jozafata Kuncewicza w Rejowcu.

## Części wsi
| SIMC    | Nazwa   | Rodzaj    |
| ------- | ------- | --------- |
| 0104231 | Zosinek | część wsi |

## Historia
Wieś notowana po raz pierwszy w spisie powszechnym z roku 1921. Czarnoziem, wówczas kolonia w gminie Rudka, posiadała 43 domy zamieszkałe przez 282 mieszkańców, w tym 5 Rusinów.